# Dabirson Castillo
Dabirson Antonio Castillo Sánchez (Tela, Atlántida, Honduras, 25 de septiembre de 1996) es un futbolista hondureño. Juega de defensa en el Victoria de la Liga Nacional de Honduras

## Trayectoria

### Platense
Realizó su debut profesional el 7 de septiembre de 2014, en un juego de visita ante Olimpia, correspondiente a la sexta jornada del Torneo Apertura 2014. El mismo, que se disputó en el Estadio Tiburcio Carías Andino de Tegucigalpa, finalizó con derrota de 5 a 0. Su primer gol lo convirtió el 9 de abril de 2017, ante Real España, en la victoria de 2 a 1.

### Olimpia
El 12 de junio de 2017 se oficializó su traspaso al Olimpia, equipo que adquirió su ficha en un 100% por contrato de 3 años.

### Selección nacional
El 30 de abril de 2015 se anunció que había sido convocado para disputar la Copa Mundial de Fútbol Sub-20 de 2015 en Nueva Zelanda.

### Participaciones en Copas del Mundo
| Mundial                     | Sede          | Resultado      | Partidos | Goles |
| --------------------------- | ------------- | -------------- | -------- | ----- |
| Copa Mundial Sub-20 de 2015 | Nueva Zelanda | Fase de Grupos | 2        | 0     |

## Clubes
| Club              | País      | Año             |
| ----------------- | --------- | --------------- |
| Platense          | Honduras  | 2014 - 2017     |
| Olimpia           | Honduras  | 2017 - 2018     |
| Juticalpa         | Honduras  | 2019            |
| Platense          | Honduras  | 2020 - 2021     |
| Quiché            | Guatemala | 2021 - 2023     |
| Honduras Progreso | Honduras  | 2023            |
| Victoria          | Honduras  | 2023 - Presente |

## Estadísticas
| Equipo                        | Div.                | Temporada           | Liga     | Liga  | Copa Nacional(1) | Copa Nacional(1) | Copa Internacional(2) | Copa Internacional(2) | Total    | Total | | | | | | | | | | | | | | | |
| Equipo                        | Div.                | Temporada           | Partidos | Goles | Partidos         | Goles            | Partidos              | Goles                 | Partidos | Goles | | | | | | | | | | | | | | | |
| Platense Honduras             | 1.ª                 | 2014-15             | 24       | 1     | 0                | 0                | 0                     | 0                     | 2        | 1     | | | | | | | | | | | | | | | |
| Platense Honduras             | 1.ª                 | 2015-16             | 0        | 0     | 0                | 0                | 0                     | 0                     | 0        | 0     | | | | | | | | | | | | | | | |
| Platense Honduras             | 1.ª                 | 2016-17             | 31       | 2     | 0                | 0                | 0                     | 0                     | 16       | 2     | | | | | | | | | | | | | | | |
| Platense Honduras             | Total               | Total               | 55       | 1     | 0                | 0                | 0                     | 0                     | 55       | 1     | | | | | | | | | | | | | | | |
| Olimpia Honduras              | 1.ª                 | 2017-18             | 20       | 0     | 0                | 0                | 1                     | 0                     | 21       | 0     | | | | | | | | | | | | | | | |
| Olimpia Honduras              | 1.ª                 | 2018-19             | 15       | 1     | 0                | 0                | 0                     | 0                     | 15       | 1     | | | | | | | | | | | | | | | |
| Olimpia Honduras              | Total               | Total               | 35       | 1     | 0                | 0                | 1                     | 0                     | 36       | 1     | | | | | | | | | | | | | | | |
| Juticalpa Honduras            | 1.ª                 | 2018-19             | 5        | 0     | 0                | 0                | 0                     | 0                     | 5        | 0     | | | | | | | | | | | | | | | |
| Juticalpa Honduras            | Total               | Total               | 5        | 0     | 0                | 0                | 0                     | 0                     | 5        | 0     | | | | | | | | | | | | | | | |
| Platense Fútbol Club Honduras | 1.ª                 | 2019-20             | 0        | 0     | 0                | 0                | 0                     | 0                     | 0        | 0     | | | | | | | | | | | | | | | |
| Platense Fútbol Club Honduras | Total               | Total               | 0        | 0     | 0                | 0                | 0                     | 0                     | 0        | 0     | | | | | | | | | | | | | | | |
| Total en su carrera           | Total en su carrera | Total en su carrera | 95       | 0     | 0                | 4                | 0                     | 0                     | 2        | 4     | (1) Incluye datos de la Copa de Honduras. (2) Incluye datos de la Liga Concacaf y Liga de Campeones de la Concacaf. | (1) Incluye datos de la Copa de Honduras. (2) Incluye datos de la Liga Concacaf y Liga de Campeones de la Concacaf. | (1) Incluye datos de la Copa de Honduras. (2) Incluye datos de la Liga Concacaf y Liga de Campeones de la Concacaf. | (1) Incluye datos de la Copa de Honduras. (2) Incluye datos de la Liga Concacaf y Liga de Campeones de la Concacaf. | (1) Incluye datos de la Copa de Honduras. (2) Incluye datos de la Liga Concacaf y Liga de Campeones de la Concacaf. | (1) Incluye datos de la Copa de Honduras. (2) Incluye datos de la Liga Concacaf y Liga de Campeones de la Concacaf. | (1) Incluye datos de la Copa de Honduras. (2) Incluye datos de la Liga Concacaf y Liga de Campeones de la Concacaf. | (1) Incluye datos de la Copa de Honduras. (2) Incluye datos de la Liga Concacaf y Liga de Campeones de la Concacaf. | (1) Incluye datos de la Copa de Honduras. (2) Incluye datos de la Liga Concacaf y Liga de Campeones de la Concacaf. | (1) Incluye datos de la Copa de Honduras. (2) Incluye datos de la Liga Concacaf y Liga de Campeones de la Concacaf. | (1) Incluye datos de la Copa de Honduras. (2) Incluye datos de la Liga Concacaf y Liga de Campeones de la Concacaf. | (1) Incluye datos de la Copa de Honduras. (2) Incluye datos de la Liga Concacaf y Liga de Campeones de la Concacaf. | (1) Incluye datos de la Copa de Honduras. (2) Incluye datos de la Liga Concacaf y Liga de Campeones de la Concacaf. | (1) Incluye datos de la Copa de Honduras. (2) Incluye datos de la Liga Concacaf y Liga de Campeones de la Concacaf. | (1) Incluye datos de la Copa de Honduras. (2) Incluye datos de la Liga Concacaf y Liga de Campeones de la Concacaf. |

## Palmarés

### Campeonatos internacionales
| Título        | Club    | Lugar    | Año  |
| ------------- | ------- | -------- | ---- |
| Liga Concacaf | Olimpia | San José | 2017 |